# Antoni Wójcik (geolog)
Antoni Wójcik – polski geolog, profesor zwyczajny Państwowego Instytutu Geologicznego. 

## Odznaczenia i nagrody
- Krzyż Kawalerski Orderu Odrodzenia Polski (2022)[2]
- Złoty Krzyż Zasługi (2014)[3] - za działalność na rzecz rozwoju geologii. Odznaczenie wręczył profesorowi podsekretarz stanu w Ministerstwie Środowiska, główny geolog kraju Mariusz Orion Jędrysek.[4].